# راديوهيد
راديوهيد هم فرقة روك بريطانية من أكسفورد. بدأت الفرقة بالغناء في 1985.
الفرقة تتكون من توم يورك (أداء وعازف قيتارة وبيانو)، جوني غرينوود (عازف قيتارة وبيانو، وعدة آلات أخرى)، إد اوبراين (عازف قيتارة وأداء الكورال)،كولن غرينوود (قيتارة الباس، والمزج) وفيل (طبال).
أصدرت الفرقة لأول مرة أغنية "كريب"، في عام 1992. الأغنية لم تنجح في البداية، لكنها اشتهرت في جميع أنحاء العالم ولعدة أشهر بعد صدور أول ألبوم سنة ٬1993 Pablo Honey (بابلو٬العسل). ارتفعت شعبية الفرقة في المملكة المتحدة مع إطلاق الألبوم الثاني، مرض تخفيف الضغط (المنحنيات) سنة 1995. ثالث ألبوم OK Computer (أمرك يا حاسوب) سنة 1997، دفع بالفرقة إلى شهرة عالمية أعظم. وتضمن نغمات ومواضيع عن الحداثة والاغتراب. OK Computer ذكر وعلى نحو مشهود كواحد من التسجيلات الموسيقية التي طبعت سنوات التسعينات.
Kid A (الصبي حرف ألف) سنة 2000 وفقدان الذاكرة (فاقد الذاكرة) سنة 2001 ٬ سجل تطورا ملحوظا في النمط الموسيقي لراديوهيد، كما أدرجت المجموعة موسيقى إلكترونية تجريبية وروك النمط الألماني والجاز كمستلهمات. Kid A على الرغم من إثارة بعض الآراء المنتقدة وقت صدوره، إلا أنه في كثير من الأحيان يعترف به كواحد من الألبومات الأكثر أهمية في سنوات 2000. Hail to the Thief (تحية للص) سنة 2003، وهو مزيج من البيانو والقيتارة بنغمات موسيقى الروك، وموسيقى الإلكترونيات، وكلمات أغاني مستوحاة من الحرب. كان آخر ألبوم للفرقة مع شركة الإنتاج والتسجيل الكبرى إيمي. راديوهيد أصدرت ألبومها السابع الذي أنتجته بنفسها، In Rainbows (في ٱقواس قزح) سنة 2007، وعرض للبيع على شكل تحميل رقمي وبالسعر الذي يحدده المستمع المستهلك، وفي وقت لاحق عرض للبيع في المتاجر على شكل أقراص مدمجة، ليحقق نجاحا حاسما.ألبوم راديوهيد الثامن The King of Limbs (ملك الأعضاء) سنة 2011 كان استكشافا للإيقاعات مع نسيج موسيقي أكثر هدوءا والذي أنتجته الفرقة بنفسها.
باعت فرقة راديوهيد أكثر من 30 مليون أسطوانة في جميع ٱنحاء العالم.
عملهم ظهر في عدد كبير من النقاد والمستمعين استطلاعات قوائم. في عام 2005، المكانتين عدد 73 رولينج ستون في لائحة «أعظم الفنانين في كل العصور». في حين قال في وقت لاحق من الفرقة البوم لهم جمهور واسع، والصوت في وقت سابق عن المنحنيات وموافق الكمبيوتر ظلت مؤثرة على موسيقى الروك البريطاني.

## وصلات خارجية
- راديوهيد على موقع IMDb (الإنجليزية)
- راديوهيد على موقع الموسوعة البريطانية (الإنجليزية)
- راديوهيد على موقع ميوزك برينز (الإنجليزية)
- راديوهيد على موقع رولينغ ستون (الإنجليزية)
- راديوهيد على موقع أول ميوزيك (الإنجليزية)
- راديوهيد على موقع ديسكوغز (الإنجليزية)
- راديوهيد على موقع ديسكوغز (الإنجليزية)
- موقع راديوهيد الرسمي